# Kullat Nunu
Kullat Nunu (η Piscium / η Psc / 99 Piscium) es la estrella más brillante en la constelación de Piscis con magnitud aparente +3,62.
Se encuentra a 294 años luz de distancia del sistema solar.

## Nombre
Kullat Nunu es un nombre de origen babilonio y se piensa que hace referencia a la cuerda que une los peces de la constelación, lo que pone de manifiesto la gran antigüedad de la actual constelación.
Otro nombre que recibe esta estrella es Al Pherg.
En China, junto a ρ Piscium, ο Piscium y χ Piscium, era Yew Kang, «el reloj a la derecha».

## Características
Kullat Nunu es una gigante luminosa amarilla de tipo espectral G7IIa con una temperatura superficial de 4930 K. Es 316 veces más luminosa que el Sol y, a partir de la medida de su diámetro angular, se obtiene un radio 26 veces más grande que el radio solar. Estos parámetros indican una masa en torno a 3,5 o 4 veces la masa solar.
Tiene una metalicidad inferior a la solar ([Fe/H] = -0,14).
La estrella, cuya edad estimada es de 270 ± 40 millones de años, se halla en las etapas finales de su vida, produciéndose en su interior la fusión del helio.
Kullat Nunu tiene una tenue acompañante a sólo 1 segundo de arco de separación, lo que hace su observación difícil. Ello ha propiciado que se le haya atribuido desde magnitud 8 a magnitud 11, debido a errores en la observación. Al no haberse percibido movimiento orbital, se desconoce su separación. Sin embargo, su movimiento común a través del espacio indica que las dos estrellas están relacionadas.